# Ambohima
Genre
Ambohima est un genre d'araignées aranéomorphes de la famille des Phyxelididae.

## Distribution
Les espèces de ce genre sont endémiques de Madagascar.

## Liste des espèces
Selon World Spider Catalog (version 20.0, 11/07/2019) :
- Ambohima andrefana Griswold, Wood & Carmichael, 2012
- Ambohima antsinanana Griswold, Wood & Carmichael, 2012
- Ambohima avaratra Griswold, Wood & Carmichael, 2012
- Ambohima maizina Griswold, Wood & Carmichael, 2012
- Ambohima pauliani Griswold, 1990
- Ambohima ranohira Griswold, Wood & Carmichael, 2012
- Ambohima sublima Griswold, 1990
- Ambohima vato Griswold, Wood & Carmichael, 2012
- Ambohima zandry Griswold, Wood & Carmichael, 2012
- Ambohima zoky Griswold, Wood & Carmichael, 2012

## Publication originale
- Griswold, 1990 : A revision and phylogenetic analysis of the spider subfamily Phyxelidinae (Araneae, Amaurobiidae). Bulletin of the American Museum of Natural History, no 196, p. 1-206 (texte intégral).